# سینما شقایق (نوشهر)
سینما شقایق یک سینما در شهر نوشهر، ایران است.
این سینما که متعلق به حوزه هنری است دارای یک سالن با ظرفیت ۲۲۰ نفر می‌باشد و در سال ۱۳۹۳ تأسیس شده‌است.